# Giro dell'Etna 1996
Il Giro dell'Etna 1996, sedicesima edizione della corsa, si svolse il 3 marzo 1996, per un percorso totale di 151,7 km. Venne vinto dall'italiano Fabiano Fontanelli che terminò la gara in 4h11'51". La gara era inserita nel calendario UCI, come evento di categoria 1.4.

## Ordine d'arrivo (Top 10)
| Pos. | Corridore          | Squadra       | Tempo    |
| ---- | ------------------ | ------------- | -------- |
| 1    | Fabiano Fontanelli | MG Maglificio | 4h11'51" |
| 2    | Giovanni Lombardi  | Team Polti    | a 9"     |
| 3    | Adriano Baffi      | Mapei-GB      | s.t.     |
| 4    | Fabrizio Guidi     | Scrigno       | s.t.     |
| 5    | Stefano Zanini     | Gewiss        | s.t.     |
| 6    | Biagio Conte       | Scrigno       | s.t.     |
| 7    | Filippo Meloni     | Amore & Vita  | s.t.     |
| 8    | Gianluca Bortolami | Mapei-GB      | s.t.     |
| 9    | Alessandro Baronti | Panaria       | s.t.     |
| 10   | Michelangelo Cauz  | Aki-Gipiemme  | s.t.     |